# Протасово (Щолковський міський округ)
Прота́сово (рос. Протасово) — присілок у складі Щолковського міського округу Московської області, Росія.

## Населення
Населення — 190 осіб (2010; 196 у 2002).
Національний склад (станом на 2002 рік):
- росіяни — 95 %